# Якобюс ван Еґмонд
Якобюс ван Еґмонд (нід. Jacobus van Egmond, 17 лютого 1908 — 9 січня 1969) — нідерландський велогонщик.
Олімпійський чемпіон 1932 року в спринті, срібний призер 1932 року в гіті на 1 км.
Чемпіон світу з велоперегонів на треку 1933 року в спринті.